# O Clássico

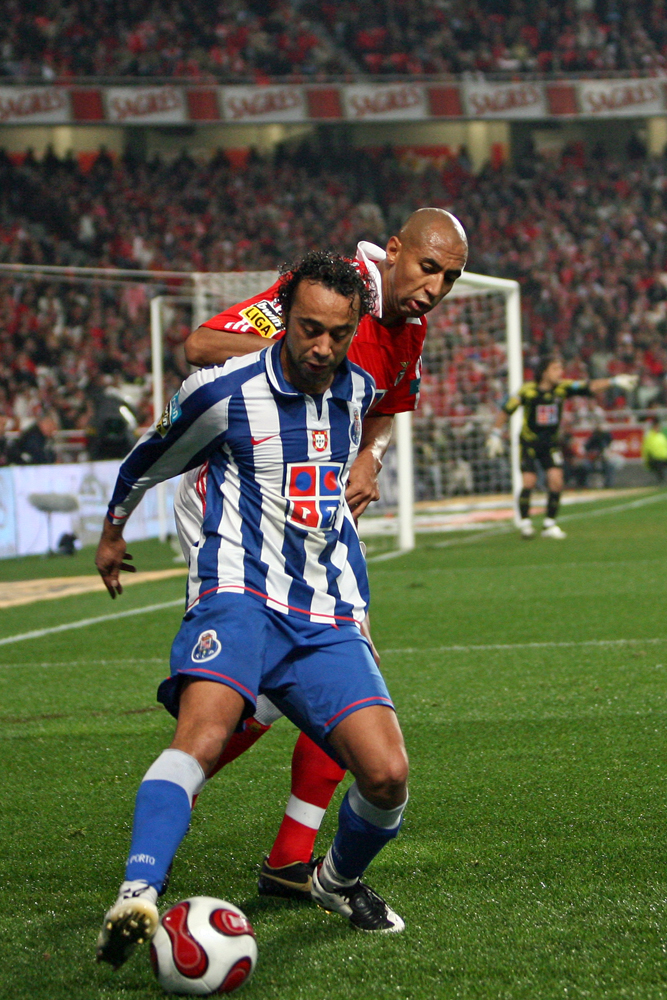
Tarik Sektioui (Porto) protege un balón del defensor del Benfica Luisão durante un Clásico.

O Clássico («El Clásico») es el nombre que recibe la rivalidad y partido de fútbol entre el SL Benfica y el FC Porto. Originalmente, el término O Clássico sólo se refería a los partidos disputados en la Primeira Liga, pero ya se ha extendido al resto de encuentros en competiciones nacionales como la Taça de Portugal, Taça da Liga y la Supercopa de Portugal. A pesar de ser los dos clubes portugueses de mayor éxito en el fútbol europeo, con nueve títulos internacionales entre los dos, nunca se han enfrentado entre sí en una competición europea.
El Benfica y el FC Porto son dos de los tres clubes considerados como los Tres Grandes de Portugal, pero el origen de esta rivalidad más que ser deportivo se produce por la rivalidad geográfica, política y cultural entre Lisboa y Oporto, las dos ciudades más grandes de Portugal. Es importante resaltar que el FC Porto comenzó a imponerse en el fútbol portugués durante la década de 1980 hasta la actualidad, ya que cuando consiguió en 1984–85 su octavo título, Benfica y Sporting contaban aún con 26 y 16 títulos de liga, respectivamente, y a partir de ahí se dio un crecimiento exponencial del FC Porto; en 1987 llegó a conquistar la Liga de Campeones de la UEFA, título que solo había sido conquistado por un equipo portugués, el Benfica, y se convirtió en el primer equipo portugués - y hasta la fecha único- en conquistar la Supercopa de Europa y la Copa Intercontinental siendo también el único club portugués en conquistar un título mundial oficial así, la rivalidad se intensificó cada vez más con el crecimiento del FC Porto frente a un hegemónico Benfica; en la siguiente década de 1990, el FC Porto conquistó 7 de las 10 ediciones de liga y en la temporada 2003-2004 conquistó por segunda vez la Liga de Campeones de la UEFA, igualando en dicha competencia en cuanto a títulos al Benfica, y conquistó su segunda Copa Intercontinental, así como también conquistó en el nuevo milenio dos Copas de la UEFA, lo que convierte al FC Porto en el club portugués más exitoso y laureado a nivel europeo e internacional y al Benfica en el club más exitoso y laureado en el Fútbol Portugués.

## Rivalidad

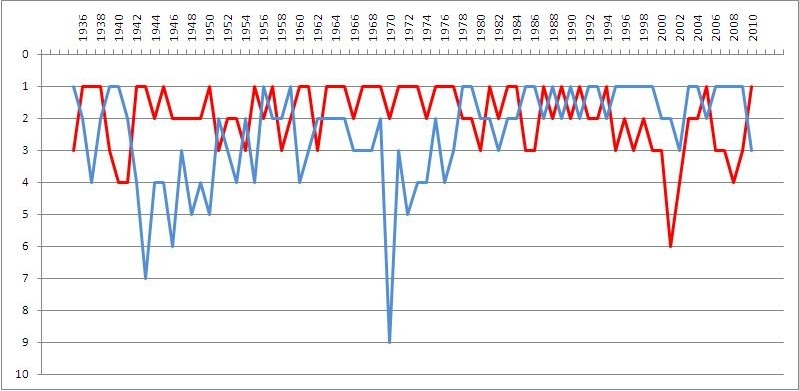
Gráfico que muestra las posiciones finales de la liga de Benfica (rojo) y Porto (azul) entre las temporadas 1934–35 y 2009–10

El primer partido entre las Águias y los Dragões fue un amistoso que se jugó el 28 de abril de 1912, donde el Benfica derrotó a Porto 8-2. Ocho años después, Porto ganaría su primer Clássico, después de vencer a su rival Benfica 3–2. Porto tendría que esperar otros nueve años para acumular su segunda victoria sobre el Benfica. Antes del establecimiento de la Primeira Liga en 1934, tanto el Benfica como el Porto competían dentro de su distrito de la liga de fútbol. Ambas partes también competían en el Campeonato de Portugal, que más tarde se llamaría en 1938, Copa de Portugal.
El Benfica se enfrentaría a Porto por primera vez en un partido oficial en el Campeonato de Portugal. El Benfica derrotó a Porto en la final del Campeonato de Portugal de 1931, 3-0 en el Campo do Arnado en Coímbra, con dos goles de Vítor Silva y uno de Augusto Dinis para sellar la victoria de Benfica y coronarse por segunda vez en esta competición.
El primer campeón de la primera edición de la Primeira Liga fue el Porto. Ambas partes se encontraron por primera vez en la competencia el 3 de febrero de 1935, donde Porto se impuso 2–1. Luego Benfica ganaría el segundo partido 3-0. A pesar de la victoria del Benfica, las Águias terminarían terceros en la liga, a tres puntos del Porto. Las próximas cinco temporadas verían al Benfica ganar tres y Porto ganar dos títulos de liga. Cuando llegó la década de 1940, ambas partes quedarían en segundo plano ante el Sporting CP, que ganaría cinco títulos de liga en una década.
A finales de los años 1950s y 1960s, el Benfica dominó no solo el fútbol portugués sino también el europeo. La llegada de Eusébio le daría a Benfica ocho títulos de liga en el lapso de diez años. A los títulos de la liga del Benfica se unieron dos Copas de Europa consecutivas que se ganaron en 1961, 3–2 contra el Barcelona y en 1962, 5–3 contra el Real Madrid. En los años 70s el Benfica continuo dominando en la liga, hasta la temporada 1977-1978, donde Porto consiguió el título de liga por primera vez en diecinueve años. Los años 80s y principios de los 90s, tanto Benfica como Porto lucharían por el título de liga. El resurgimiento de Porto y la presentación de Pinto da Costa como presidente vieron a Porto alcanzar nuevas alturas, ganando la Copa de Europa por primera vez después de vencer al Bayern Munich, 2-1 en la Final de la Copa de Europa de 1987. Tres años más tarde, el Benfica alcanzó su octava final europea, la Final de la Copa de Europa de 1990, donde perdió ante Milan 1-0.
En la década de 1990, Porto comenzó a dominar el fútbol portugués, ganando un récord de cinco títulos de liga consecutivos. La intensidad entre estas dos partes en los años 90, culminó con el hecho de que los excompañeros de la Selección de fútbol de Portugal, João Vieira Pinto (exjugador de Benfica) y Paulinho Santos (exjugador de Porto) declararon públicamente su aversión mutua. El nuevo milenio vio una continuación del dominio de Porto, donde alcanzaría la victoria en las finales de la  Copa de la UEFA en 2003 y a la Liga de Campeones de la UEFA en 2004, bajo la dirección del director técnico, José Mourinho. El Benfica ganó el título de la liga en 2005, por primera vez en más de diez años para detener el dominio de Porto. La rivalidad crecería debido a que Cristian Rodríguez del Benfica pasó a ser jugador de Porto en el verano de 2008. Se convirtió en el tercer jugador del Benfica en la historia reciente en cambiar de equipo a Porto. En 2010, después de cuatro temporadas, el Benfica ganó su título número 32 de la liga.
El Benfica venció al Porto por 3-0 en la final de la Copa de la Liga de Portugal 2009-10, un trofeo que el Porto nunca ha ganado aún. En el año siguiente, Porto registró su mayor victoria en casa sobre las Águias, derrotando al Benfica 5-0 en un partido de liga. Porto aseguraría un triplete en la misma temporada en la que consiguió la liga y la copa, así como la UEFA Europa League. El 18 de mayo de 2014, el Benfica hizo historia al lograr los triples nacionales de Primeira Liga, Copa de Portugal y Copa de la Liga. Más tarde, consiguió cuatro títulos más de liga consecutivos y 37 en general (récord), y ganó otras dos copas de liga, logrando un séptima copa en la competición.

## Encuentros
Los partidos que figuran a continuación se refieren a todos los partidos de las diferentes competiciones que jugaron ambos clubes. El equipo indicado en negrita es el vencedor.

### Encuentros Oficiales de Liga
| N° Clásico | Temporada | Fecha                    | Local   | Visitante | Resultado |
| ---------- | --------- | ------------------------ | ------- | --------- | --------- |
| 1          | 1934/1935 | 3 de febrero de 1935     | Porto   | Benfica   | 2–1       |
| 2          | 1934/1935 | 24 de marzo de 1935      | Benfica | Porto     | 3–0       |
| 3          | 1935/1936 | 2 de febrero de 1936     | Porto   | Benfica   | 2–2       |
| 4          | 1935/1936 | 5 de abril de 1936       | Benfica | Porto     | 5–1       |
| 5          | 1936/1937 | 7 de marzo de 1937       | Porto   | Benfica   | 2–1       |
| 6          | 1936/1937 | 2 de mayo de 1937        | Benfica | Porto     | 6–0       |
| 7          | 1937/1938 | 20 de febrero de 1938    | Benfica | Porto     | 3–1       |
| 8          | 1937/1938 | 10 de abril de 1938      | Porto   | Benfica   | 2–2       |
| 9          | 1938/1939 | 5 de marzo de 1939       | Benfica | Porto     | 4–1       |
| 10         | 1938/1939 | 23 de abril de 1939      | Porto   | Benfica   | 3–3       |
| 11         | 1939/1940 | 17 de marzo de 1940      | Porto   | Benfica   | 4–2       |
| 12         | 1939/1940 | 19 de mayo de 1940       | Benfica | Porto     | 2–3       |
| 13         | 1940/1941 | 26 de enero de 1941      | Benfica | Porto     | 3–2       |
| 14         | 1940/1941 | 30 de marzo de 1941      | Porto   | Benfica   | 5–2       |
| 15         | 1941/1942 | 22 de febrero de 1942    | Porto   | Benfica   | 4–1       |
| 16         | 1941/1942 | 10 de mayo de 1942       | Benfica | Porto     | 5–1       |
| 17         | 1942/1943 | 7 de febrero de 1943     | Benfica | Porto     | 12–2      |
| 18         | 1942/1943 | 11 de abril de 1943      | Porto   | Benfica   | 2–4       |
| 19         | 1943/1944 | 26 de diciembre de 1943  | Porto   | Benfica   | 2–2       |
| 20         | 1943/1944 | 27 de febrero de 1944    | Benfica | Porto     | 6–3       |
| 21         | 1944/1945 | 31 de diciembre de 1944  | Porto   | Benfica   | 4–3       |
| 22         | 1944/1945 | 18 de marzo de 1945      | Benfica | Porto     | 7–2       |
| 23         | 1945/1946 | 30 de diciembre de 1945  | Benfica | Porto     | 4–0       |
| 24         | 1945/1946 | 31 de marzo de 1946      | Porto   | Benfica   | 0–2       |
| 25         | 1946/1947 | 24 de noviembre de 1946  | Porto   | Benfica   | 3–2       |
| 26         | 1946/1947 | 30 de marzo de 1947      | Benfica | Porto     | 4–0       |
| 27         | 1947/1948 | 28 de diciembre de 1947  | Benfica | Porto     | 4–1       |
| 28         | 1947/1948 | 4 de abril de 1948       | Porto   | Benfica   | 0–2       |
| 29         | 1948/1949 | 24 de octubre de 1948    | Benfica | Porto     | 1–1       |
| 30         | 1948/1949 | 30 de enero de 1949      | Porto   | Benfica   | 4–3       |
| 31         | 1949/1950 | 25 de diciembre de 1949  | Porto   | Benfica   | 0–1       |
| 32         | 1949/1950 | 30 de abril de 1950      | Benfica | Porto     | 3–2       |
| 33         | 1950/1951 | 8 de octubre de 1950     | Porto   | Benfica   | 5–2       |
| 34         | 1950/1951 | 14 de octubre de 1951    | Benfica | Porto     | 0–2       |
| 35         | 1951/1952 | 16 de diciembre de 1951  | Porto   | Benfica   | 3–0       |
| 36         | 1951/1952 | 6 de abril de 1952       | Benfica | Porto     | 2–0       |
| 37         | 1952/1953 | 2 de noviembre de 1952   | Porto   | Benfica   | 2–1       |
| 38         | 1952/1953 | 1 de marzo de 1953       | Benfica | Porto     | 2–1       |
| 39         | 1953/1954 | 9 de mayo de 1954        | Benfica | Porto     | 2–2       |
| 40         | 1953/1954 | 1 de octubre de 1954     | Porto   | Benfica   | 5–3       |
| 41         | 1954/1955 | 14 de noviembre de 1954  | Benfica | Porto     | 1–0       |
| 42         | 1954/1955 | 20 de marzo de 1955      | Porto   | Benfica   | 3–0       |
| 43         | 1955/1956 | 6 de noviembre de 1955   | Porto   | Benfica   | 3–0       |
| 44         | 1955/1956 | 4 de marzo de 1956       | Benfica | Porto     | 1–1       |
| 45         | 1956/1957 | 7 de octubre de 1956     | Benfica | Porto     | 3–2       |
| 46         | 1956/1957 | 6 de enero de 1957       | Porto   | Benfica   | 3–0       |
| 47         | 1957/1958 | 13 de octubre de 1957    | Porto   | Benfica   | 1–0       |
| 48         | 1957/1958 | 19 de enero de 1958      | Benfica | Porto     | 2–3       |
| 49         | 1958/1959 | 10 de noviembre de 1958  | Porto   | Benfica   | 0–0       |
| 50         | 1958/1959 | 22 de febrero de 1959    | Benfica | Porto     | 1–1       |
| 51         | 1959/1960 | 6 de diciembre de 1959   | Benfica | Porto     | 2–1       |
| 52         | 1959/1960 | 3 de abril de 1960       | Porto   | Benfica   | 2–2       |
| 53         | 1960/1961 | 11 de diciembre de 1960  | Benfica | Porto     | 2–0       |
| 54         | 1960/1961 | 30 de abril de 1961      | Porto   | Benfica   | 3–2       |
| 55         | 1961/1962 | 3 de diciembre de 1961   | Porto   | Benfica   | 2–1       |
| 56         | 1961/1962 | 1 de abril de 1962       | Benfica | Porto     | 1–1       |
| 57         | 1962/1963 | 18 de noviembre de 1962  | Benfica | Porto     | 1–2       |
| 58         | 1962/1963 | 24de febrero de 1963     | Porto   | Benfica   | 1–2       |
| 59         | 1963/1964 | 24 de noviembre de 1963  | Benfica | Porto     | 2–2       |
| 60         | 1963/1964 | 23 de febrero de 1964    | Porto   | Benfica   | 1–1       |
| 61         | 1964/1965 | 13 de diciembre de 1964  | Benfica | Porto     | 4–0       |
| 62         | 1964/1965 | 21 de marzo de 1965      | Porto   | Benfica   | 1–0       |
| 63         | 1965/1966 | 26 de septiembre de 1965 | Porto   | Benfica   | 2–0       |
| 64         | 1965/1966 | 26 de enero de 1966      | Benfica | Porto     | 3–1       |
| 65         | 1966/1967 | 27 de noviembre de 1966  | Benfica | Porto     | 3–0       |
| 66         | 1966/1967 | 2 de abril de 1967       | Porto   | Benfica   | 1–1       |
| 67         | 1967/1968 | 7 de enero de 1968       | Benfica | Porto     | 3–2       |
| 68         | 1967/1968 | 5 de mayo de 1968        | Porto   | Benfica   | 1–1       |
| 69         | 1968/1969 | 15 de diciembre de 1968  | Porto   | Benfica   | 1–0       |
| 70         | 1968/1969 | 20 de abril de 1969      | Benfica | Porto     | 0–0       |
| 71         | 1969/1970 | 21 de diciembre de 1969  | Benfica | Porto     | 2–0       |
| 72         | 1969/1970 | 12 de abril de 1970      | Porto   | Benfica   | 1–2       |
| 73         | 1970/1971 | 18 de octubre de 1970    | Benfica | Porto     | 2–2       |
| 74         | 1970/1971 | 31 de enero de 1971      | Porto   | Benfica   | 4–0       |
| 75         | 1971/1972 | 12 de septiembre de 1971 | Porto   | Benfica   | 1–3       |
| 76         | 1971/1972 | 23 de enero de 1972      | Benfica | Porto     | 1–0       |
| 77         | 1972/1973 | 5 de noviembre de 1972   | Benfica | Porto     | 3–2       |
| 78         | 1972/1973 | 1 de abril de 1973       | Porto   | Benfica   | 2–2       |
| 79         | 1973/1974 | 4 de noviembre de 1973   | Benfica | Porto     | 2–1       |
| 80         | 1973/1974 | 10 de marzo de 1974      | Porto   | Benfica   | 2–1       |
| 81         | 1974/1975 | 19 de octubre de 1974    | Benfica | Porto     | 0–1       |
| 82         | 1974/1975 | 16 de febrero de 1975    | Porto   | Benfica   | 0–3       |
| 83         | 1975/1976 | 4 de enero de 1976       | Porto   | Benfica   | 2–3       |
| 84         | 1975/1976 | 30 de mayo de 1976       | Benfica | Porto     | 2–3       |
| 85         | 1976/1977 | 16 de enero de 1977      | Porto   | Benfica   | 0–1       |
| 86         | 1976/1977 | 22 de mayo de 1977       | Benfica | Porto     | 3–1       |
| 87         | 1977/1978 | 15 de enero de 1978      | Benfica | Porto     | 0–0       |
| 88         | 1977/1978 | 28 de mayo de 1978       | Porto   | Benfica   | 1–1       |
| 89         | 1978/1979 | 1 de septiembre de 1978  | Porto   | Benfica   | 1–0       |
| 90         | 1978/1979 | 21 de enero de 1979      | Benfica | Porto     | 1–1       |
| 91         | 1979/1980 | 9 de septiembre de 1979  | Benfica | Porto     | 0–0       |
| 92         | 1979/1980 | 10 de febrero de 1980    | Porto   | Benfica   | 2–1       |
| 93         | 1980/1981 | 25 de octubre de 1980    | Porto   | Benfica   | 2–1       |
| 94         | 1980/1981 | 14 de marzo de 1981      | Benfica | Porto     | 1–0       |
| 95         | 1981/1982 | 22 de agosto de 1981     | Porto   | Benfica   | 2–1       |
| 96         | 1981/1982 | 24 de enero de 1982      | Benfica | Porto     | 3–1       |
| 97         | 1982/1983 | 14 de noviembre de 1982  | Benfica | Porto     | 3–1       |
| 98         | 1982/1983 | 20 de marzo de 1983      | Porto   | Benfica   | 0–0       |
| 99         | 1983/1984 | 9 de octubre de 1983     | Benfica | Porto     | 1–0       |
| 100        | 1983/1984 | 11 de marzo de 1984      | Porto   | Benfica   | 3–1       |
| 101        | 1984/1985 | 16 de septiembre de 1984 | Porto   | Benfica   | 2–0       |
| 102        | 1984/1985 | 27 de enero de 1985      | Benfica | Porto     | 0–1       |
| 103        | 1985/1986 | 25 de agosto de 1985     | Porto   | Benfica   | 2–0       |
| 104        | 1985/1986 | 5 de enero de 1986       | Benfica | Porto     | 0–0       |
| 105        | 1986/1987 | 24 de agosto de 1986     | Porto   | Benfica   | 2–2       |
| 106        | 1986/1987 | 4 de enero de 1987       | Benfica | Porto     | 3–1       |
| 107        | 1987/1988 | 31 de enero de 1988      | Benfica | Porto     | 1–1       |
| 108        | 1987/1988 | 5 de junio de 1988       | Porto   | Benfica   | 3–0       |
| 109        | 1988/1989 | 23 de octubre de 1988    | Benfica | Porto     | 0–0       |
| 110        | 1988/1989 | 12 de marzo de 1989      | Porto   | Benfica   | 0–0       |
| 111        | 1989/1990 | 22 de octubre de 1989    | Porto   | Benfica   | 1–0       |
| 112        | 1989/1990 | 11 de marzo de 1990      | Benfica | Porto     | 0–0       |
| 113        | 1990/1991 | 2 de diciembre de 1990   | Benfica | Porto     | 2–2       |
| 114        | 1990/1991 | 28 de abril de 1991      | Porto   | Benfica   | 0–2       |
| 115        | 1991/1992 | 3 de noviembre de 1991   | Porto   | Benfica   | 0–0       |
| 116        | 1991/1992 | 22 de marzo de 1992      | Benfica | Porto     | 2–3       |
| 117        | 1992/1993 | 8 de noviembre de 1992   | Porto   | Benfica   | 1–0       |
| 118        | 1992/1993 | 17 de abril de 1993      | Benfica | Porto     | 0–0       |
| 119        | 1993/1994 | 22 de agosto de 1993     | Porto   | Benfica   | 3–3       |
| 120        | 1993/1994 | 6 de febrero de 1994     | Benfica | Porto     | 2–0       |
| 121        | 1994/1995 | 2 de octubre de 1994     | Benfica | Porto     | 1–1       |
| 122        | 1994/1995 | 5 de marzo de 1995       | Porto   | Benfica   | 2–1       |
| 123        | 1995/1996 | 5 de noviembre de 1995   | Porto   | Benfica   | 3–0       |
| 124        | 1995/1996 | 23 de marzo de 1996      | Benfica | Porto     | 2–1       |
| 125        | 1996/1997 | 11 de enero de 1997      | Benfica | Porto     | 1–2       |
| 126        | 1996/1997 | 24 de mayo de 1997       | Porto   | Benfica   | 3–1       |
| 127        | 1997/1998 | 3 de enero de 1998       | Porto   | Benfica   | 2–0       |
| 128        | 1997/1998 | 2 de mayo de 1998        | Benfica | Porto     | 3–0       |
| 129        | 1998/1999 | 21 de noviembre de 1998  | Porto   | Benfica   | 3–1       |
| 130        | 1998/1999 | 24 de abril de 1999      | Benfica | Porto     | 1–1       |
| 131        | 1999/2000 | 20 de noviembre de 1999  | Porto   | Benfica   | 2–0       |
| 132        | 1999/2000 | 1 de abril de 2000       | Benfica | Porto     | 1–0       |
| 133        | 2000/2001 | 19 de agosto de 2000     | Porto   | Benfica   | 2–0       |
| 134        | 2000/2001 | 21 de enero de 2001      | Benfica | Porto     | 2–1       |
| 135        | 2001/2002 | 15 de septiembre de 2001 | Benfica | Porto     | 0–0       |
| 136        | 2001/2002 | 10 de febrero de 2002    | Porto   | Benfica   | 3–2       |
| 137        | 2002/2003 | 20 de octubre de 2002    | Porto   | Benfica   | 2–1       |
| 138        | 2002/2003 | 4 de marzo de 2003       | Benfica | Porto     | 0–1       |
| 139        | 2003/2004 | 21 de septiembre de 2003 | Porto   | Benfica   | 2–0       |
| 140        | 2003/2004 | 15 de febrero de 2004    | Benfica | Porto     | 1–1       |
| 141        | 2004/2005 | 17 de octubre de 2004    | Benfica | Porto     | 0–1       |
| 142        | 2004/2005 | 28 de febrero de 2005    | Porto   | Benfica   | 1–1       |
| 143        | 2005/2006 | 15 de octubre de 2005    | Porto   | Benfica   | 0–2       |
| 144        | 2005/2006 | 26 de febrero de 2006    | Benfica | Porto     | 1–0       |
| 145        | 2006/2007 | 28 de octubre de 2006    | Porto   | Benfica   | 3–2       |
| 146        | 2006/2007 | 1 de abril de 2007       | Benfica | Porto     | 1–1       |
| 147        | 2007/2008 | 1 de diciembre de 2007   | Benfica | Porto     | 0–1       |
| 148        | 2007/2008 | 20 de abril de 2008      | Porto   | Benfica   | 2–0       |
| 149        | 2008/2009 | 30 de agosto de 2008     | Benfica | Porto     | 1–1       |
| 150        | 2008/2009 | 8 de febrero de 2009     | Porto   | Benfica   | 1–1       |
| 151        | 2009/2010 | 20 de diciembre de 2009  | Benfica | Porto     | 1–0       |
| 152        | 2009/2010 | 2 de mayo de 2010        | Porto   | Benfica   | 3–1       |
| 153        | 2010/2011 | 7 de noviembre de 2010   | Porto   | Benfica   | 5–0       |
| 154        | 2010/2011 | 3 de abril de 2011       | Benfica | Porto     | 1–2       |
| 155        | 2011/2012 | 23 de septiembre de 2011 | Porto   | Benfica   | 2–2       |
| 156        | 2011/2012 | 2 de marzo de 2012       | Benfica | Porto     | 2–3       |
| 157        | 2012/2013 | 13 de enero de 2013      | Benfica | Porto     | 2–2       |
| 158        | 2012/2013 | 5 de mayo de 2013        | Porto   | Benfica   | 2–1       |
| 159        | 2013/2014 | 12 de enero de 2014      | Benfica | Porto     | 2–0       |
| 160        | 2013/2014 | 10 de mayo de 2014       | Porto   | Benfica   | 2–1       |
| 161        | 2014/2015 | 14 de diciembre de 2014  | Porto   | Benfica   | 0–2       |
| 162        | 2014/2015 | 26 de abril de 2015      | Benfica | Porto     | 0–0       |
| 163        | 2015/2016 | 20 de septiembre de 2015 | Porto   | Benfica   | 1–0       |
| 164        | 2015/2016 | 12 de febrero de 2016    | Benfica | Porto     | 1–2       |
| 165        | 2016/2017 | 6 de noviembre de 2016   | Porto   | Benfica   | 1–1       |
| 166        | 2016/2017 | 1 de abril de 2017       | Benfica | Porto     | 1–1       |
| 167        | 2017/2018 | 1 de diciembre de 2017   | Porto   | Benfica   | 0–0       |
| 168        | 2017/2018 | 15 de abril de 2018      | Benfica | Porto     | 0–1       |
| 169        | 2018/2019 | 7 de octubre de 2018     | Benfica | Porto     | 1–0       |
| 170        | 2018/2019 | 2 de marzo de 2019       | Porto   | Benfica   | 1–2       |
| 171        | 2019/2020 | 24 de agosto de 2019     | Benfica | Porto     | 0–2       |
| 172        | 2019/2020 | 8 de febrero de 2020     | Porto   | Benfica   | 3–2       |
| 173        | 2020/2021 | 15 de enero de 2021      | Porto   | Benfica   | 1–1       |
| 174        | 2020/2021 | 6 de mayo de 2021        | Benfica | Porto     | 1–1       |
| 175        | 2021/2022 | 30 de diciembre de 2021  | Porto   | Benfica   | 3–1       |
| 176        | 2021/2022 | 7 de mayo de 2022        | Benfica | Porto     | 0–1       |
| 177        | 2022/2023 | 21 de octubre de 2022    | Porto   | Benfica   | 0–1       |
| 178        | 2022/2023 | 7 de abril de 2023       | Benfica | Porto     | 1–2       |
| 179        | 2023/2024 | 29 de septiembre de 2023 | Benfica | Porto     | 1–0       |
| 180        | 2023/2024 | 3 de marzo de 2024       | Porto   | Benfica   | 5–0       |
| 181        | 2024/2025 | 10 de noviembre de 2024  | Benfica | Porto     | 4–1       |

Total:
- Triunfos del  Benfica: 60
- Triunfos del  Porto: 72
- Empates: 49
- Goles del Benfica: 276
- Goles del Porto: 268

### Encuentros Oficiales deCopa de Portugal
| N° Clásico | Fecha                    | Ronda                     | Local   | Visitante | Resultado  |
| ---------- | ------------------------ | ------------------------- | ------- | --------- | ---------- |
| 1          | 11 de junio de 1939      | Semifinal (ida)           | Porto   | Benfica   | 6–1        |
| 2          | 18 de junio de 1939      | Semifinal (vuelta)        | Benfica | Porto     | 6–0        |
| 3          | 18 de mayo de 1941       | Cuartos de Final (ida)    | Porto   | Benfica   | 4–3        |
| 4          | 25 de mayo de 1941       | Cuartos de Final (vuelta) | Benfica | Porto     | 2–0        |
| 5          | 28 de junio de 1953      | Final                     | Benfica | Porto     | 5–0        |
| 6          | 15 de junio de 1958      | Final                     | Porto   | Benfica   | 1–0        |
| 7          | 19 de junio de 1959      | Final                     | Benfica | Porto     | 1–0        |
| 8          | 25 de marzo de 1962      | Tercera Ronda (ida)       | Porto   | Benfica   | 2–2        |
| 9          | 22 de abril de 1962      | Tercera Ronda (vuelta)    | Benfica | Porto     | 3–1        |
| 10         | 5 de julio de 1964       | Final                     | Benfica | Porto     | 6–2        |
| 11         | 27 de septiembre de 1964 | Segunda Ronda (ida)       | Benfica | Porto     | 4–1        |
| 12         | 4 de octubre de 1964     | Segunda Ronda (vuelta)    | Porto   | Benfica   | 1–1        |
| 13         | 2 de junio de 1968       | Semifinal (ida)           | Benfica | Porto     | 2–2        |
| 14         | 9 de junio de 1968       | Semifinal (vuelta)        | Porto   | Benfica   | 3–0        |
| 15         | 9 de marzo de 1969       | Ronda 5                   | Benfica | Porto     | 3–0        |
| 16         | 30 de abril de 1972      | Semifinal                 | Benfica | Porto     | 6–0        |
| 17         | 2 de junio de 1974       | Semifinal                 | Porto   | Benfica   | 0–3        |
| 18         | 7 de junio de 1980       | Final                     | Benfica | Porto     | 1–0        |
| 19         | 6 de junio de 1981       | Final                     | Benfica | Porto     | 3–1        |
| 20         | 14 de marzo de 1982      | Cuartos de Final          | Porto   | Benfica   | 0–1 (pró.) |
| 21         | 21 de agosto de 1983     | Final                     | Porto   | Benfica   | 0–1        |
| 22         | 10 de junio de 1985      | Final                     | Benfica | Porto     | 3–1        |
| 23         | 12 de febrero de 1986    | Ronda 5                   | Benfica | Porto     | 2–1        |
| 24         | 10 de junio de 1988      | Semifinal                 | Porto   | Benfica   | 1–0        |
| 25         | 17 de abril de 1991      | Cuartos de Final          | Porto   | Benfica   | 2–1        |
| 26         | 17 de enero de 1993      | Ronda 6                   | Porto   | Benfica   | 1–1 (pró.) |
| 27         | 27 de enero de 1993      | Ronda 6 (Replay)          | Benfica | Porto     | 2–0        |
| 28         | 30 de abril de 1997      | Semifinal                 | Benfica | Porto     | 2–0        |
| 29         | 17 de enero de 2001      | Ronda 6                   | Benfica | Porto     | 1–1 (pró.) |
| 30         | 23 de enero de 2001      | Ronda 6 (Replay)          | Porto   | Benfica   | 4–0        |
| 31         | 16 de mayo de 2004       | Final                     | Porto   | Benfica   | 1–2 (pró.) |
| 32         | 2 de febrero de 2011     | Semifinal (ida)           | Porto   | Benfica   | 0–2        |
| 33         | 20 de abril de 2011      | Semifinal (vuelta)        | Benfica | Porto     | 1–3        |
| 34         | 26 de marzo de 2014      | Semifinal (ida)           | Porto   | Benfica   | 1–0        |
| 35         | 16 de abril de 2014      | Semifinal (vuelta)        | Benfica | Porto     | 3–1        |
| 36         | 1 de agosto de 2020      | Final                     | Benfica | Porto     | 1–2        |
| 37         | 23 de diciembre de 2021  | Octavos de final          | Porto   | Benfica   | 3–0        |

Total:
- Triunfos del  Benfica: 21
- Triunfos del  Porto: 11
- Empates: 5
- Goles del Benfica: 75
- Goles del Porto: 46

### Encuentros Oficiales de laCopa de la Liga de Portugal
| N° Clásico | Fecha               | Ronda     | Local   | Visitante | Resultado      |
| ---------- | ------------------- | --------- | ------- | --------- | -------------- |
| 1          | 21 de marzo de 2010 | Final     | Porto   | Benfica   | 0–3            |
| 2          | 20 de marzo de 2012 | Semifinal | Benfica | Porto     | 3–2            |
| 3          | 27 de abril de 2014 | Semifinal | Porto   | Benfica   | 0–0 (3–4 pen.) |
| 4          | 22 de enero de 2019 | Semifinal | Benfica | Porto     | 1–3            |

Total:
- Triunfos del  Benfica: 2
- Triunfos del  Porto: 1
- Empates: 1
- Goles del Benfica: 7
- Goles del Porto: 5

### Encuentros Oficiales de laSupercopa de Portugal
| N° Clásico | Fecha                    | Ronda                  | Local   | Visitante | Resultado             |
| ---------- | ------------------------ | ---------------------- | ------- | --------- | --------------------- |
| 1          | 1 de diciembre de 1981   | Final (ida)            | Benfica | Porto     | 2–0                   |
| 2          | 8 de diciembre de 1981   | Final (vuelta)         | Porto   | Benfica   | 4–1                   |
| 3          | 8 de diciembre de 1983   | Final (ida)            | Porto   | Benfica   | 0–0                   |
| 4          | 14 de diciembre de 1983  | Final (vuelta)         | Benfica | Porto     | 1–2                   |
| 5          | 27 de marzo de 1985      | Final (ida)            | Benfica | Porto     | 1–0                   |
| 6          | 17 de abril de 1985      | Final (vuelta)         | Porto   | Benfica   | 1–0                   |
| 7          | 16 de mayo de 1985       | Final (Replay)         | Porto   | Benfica   | 3–0                   |
| 8          | 30 de mayo de 1985       | Final (Segundo Replay) | Benfica | Porto     | 0–1                   |
| 9          | 20 de noviembre de 1985  | Final (ida)            | Benfica | Porto     | 1–0                   |
| 10         | 4 de diciembre de 1985   | Final (vuelta)         | Porto   | Benfica   | 0–0                   |
| 11         | 19 de noviembre de 1986  | Final (ida)            | Porto   | Benfica   | 1–1                   |
| 12         | 26 de noviembre de 1986  | Final (vuelta)         | Benfica | Porto     | 2–4                   |
| 13         | 18 de diciembre de 1991  | Final (ida)            | Benfica | Porto     | 2–1                   |
| 14         | 29 de enero de 1992      | Final (vuelta)         | Porto   | Benfica   | 1–0                   |
| 15         | 9 de septiembre de 1992  | Final (Replay)         | Benfica | Porto     | 1–1 (pró.)            |
| 16         | 11 de agosto de 1993     | Final (ida)            | Benfica | Porto     | 1–0                   |
| 17         | 15 de agosto de 1993     | Final (vuelta)         | Porto   | Benfica   | 1–0                   |
| 18         | 17 de agosto de 1994     | Final (Replay)         | Benfica | Porto     | 2–2 (pró.) (3–4 pen.) |
| 19         | 24 de agosto de 1994     | Final (ida)            | Benfica | Porto     | 1–1                   |
| 20         | 21 de septiembre de 1994 | Final (vuelta)         | Porto   | Benfica   | 0–0                   |
| 21         | 20 de junio de 1995      | Final (Replay)         | Porto   | Benfica   | 1–0                   |
| 22         | 18 de agosto de 1996     | Final (ida)            | Porto   | Benfica   | 1–0                   |
| 23         | 18 de septiembre de 1996 | Final (vuelta)         | Benfica | Porto     | 0–5                   |
| 24         | 20 de agosto de 2004     | Final                  | Benfica | Porto     | 0–1                   |
| 25         | 7 de agosto de 2010      | Final                  | Benfica | Porto     | 0–2                   |
| 26         | 23 de diciembre de 2020  | Final                  | Porto   | Benfica   | 2–0                   |
| 27         | 9 de agosto de 2023      | Final                  | Benfica | Porto     | 2–0                   |

Total:
- Triunfos del  Benfica: 6
- Triunfos del  Porto: 14
- Empates: 7
- Goles del Benfica: 18
- Goles del Porto: 35

### Encuentros Oficiales del Campeonato de Portugal (HoyCopa de Portugal)
Los partidos que aparecen a continuación son sólo partidos de Campeonato de Portugal. El Campeonato de Portugal fue creado en 1922 y fue el torneo principal en Portugal, donde todos los equipos compitieron de todo el país. En 1938, el Campeonato de Portugal se convirtió en lo que ahora se conoce como la Taça de Portugal.
| N° Clásico | Fecha               | Ronda                     | Local   | Visitante | Resultado |
| ---------- | ------------------- | ------------------------- | ------- | --------- | --------- |
| 1          | 28 de junio de 1931 | Final                     | Benfica | Porto     | 3–0       |
| 2          | 19 de junio de 1932 | Semifinal (ida)           | Benfica | Porto     | 1–2       |
| 3          | 26 de junio de 1932 | Semifinal (vuelta)        | Porto   | Benfica   | 3–0       |
| 4          | 28 de mayo de 1933  | Cuartos de Final (ida)    | Porto   | Benfica   | 8–0       |
| 5          | 11 de junio de 1933 | Cuartos de Final (vuelta) | Benfica | Porto     | 4–2       |
| 6          | 29 de mayo de 1938  | Cuartos de Final (ida)    | Porto   | Benfica   | 4–2       |
| 7          | 5 de junio de 1938  | Cuartos de Final (vuelta) | Benfica | Porto     | 7–0       |

Total:
- Triunfos del  Benfica: 3
- Triunfos del  Porto: 4
- Empates: 0
- Goles del Benfica: 17
- Goles del Porto: 19

### Historial y evolución del derbi por década
Para las siguientes estadísticas solo se tienen en cuenta los partidos oficiales entre ambos equipos, con el primer o classico diputado en 1929
| Década    | Victorias del Benfica | Empates | Victorias del Porto | Diferencia en el historial | Década ganada por |
| --------- | --------------------- | ------- | ------------------- | -------------------------- | ----------------- |
| 1930-1939 | 9                     | 3       | 7                   | +2 (9–7)                   | Benfica           |
| 1940-1949 | 13                    | 4       | 8                   | +7 (22–15)                 | Benfica           |
| 1950-1959 | 8                     | 4       | 11                  | +4 (30–26)                 | Porto             |
| 1960-1969 | 11                    | 10      | 7                   | +8 (41–33)                 | Benfica           |
| 1970-1979 | 11                    | 6       | 5                   | +14 (52–38)                | Benfica           |
| 1980-1989 | 14                    | 9       | 16                  | +12 (66–54)                | Porto             |
| 1990-1999 | 8                     | 12      | 15                  | +5 (74–69)                 | Porto             |
| 2000-2009 | 6                     | 7       | 11                  | 0 (80–80)                  | Porto             |
| 2010-2019 | 8                     | 3       | 14                  | +6 (88–94)                 | Porto             |
| 2020-2029 | 4                     | 2       | 8                   | +10 (92–102)               | en curso          |

Datos actualizados al último partido jugado el 10 de noviembre de 2024.

## Estadísticas generales
Actualizado hasta el último partido el 6 de abril de 2025.
| Competición                        | Partidos Jugados | Ganados Benfica | Empates | Ganados Porto | Goles Benfica | Goles Porto |
| ---------------------------------- | ---------------- | --------------- | ------- | ------------- | ------------- | ----------- |
| Primeira Liga                      | 182              | 61              | 49      | 72            | 281           | 269         |
| Copa de Portugal                   | 37               | 21              | 5       | 11            | 75            | 46          |
| Copa de la Liga de Portugal        | 4                | 2               | 1       | 1             | 7             | 5           |
| Supercopa de Portugal              | 27               | 6               | 7       | 14            | 18            | 35          |
| Campeonato de Portugal (1922-1938) | 7                | 3               | 0       | 4             | 17            | 19          |
| Total                              | 257              | 93              | 62      | 102           | 398           | 374         |

### Tabla histórica de goleadores
| # | Jugador           | Equipo  | Años      | Goles |
| - | ----------------- | ------- | --------- | ----- |
| 1 | José Águas        | Benfica | 1950–1961 | 17    |
| 2 | Eusébio           | Benfica | 1962–1974 | 16    |
| 3 | Joaquim Teixeira  | Benfica | 1938–1946 | 12    |
| 4 | Julinho           | Benfica | 1942–1953 | 11    |
| 5 | Monteiro da Costa | Porto   | 1949–1961 | 10    |

### Jugadores con mayor cantidad de encuentros disputados
| # | Jugador            | Equipo  | Años                | Encuentros |
| - | ------------------ | ------- | ------------------- | ---------- |
| 1 | Nené               | Benfica | 1970–1985           | 30         |
| 2 | Mário Coluna       | Benfica | 1954–1970           | 28         |
| 2 | Francisco Ferreira | Ambos   | 1936–1952           | 28         |
| 4 | Virgílio Mendes    | Benfica | 1947–1963           | 27         |
| 5 | Vítor Baía         | Porto   | 1988–1996 1999–2006 | 24         |
| 5 | Barrigana          | Porto   | 1953–1955           | 24         |
| 5 | Humberto Coelho    | Benfica | 1968–1975 1977–1984 | 24         |
| 5 | Eusébio            | Benfica | 1962–1975           | 24         |
| 5 | João Pinto         | Porto   | 1981–1997           | 24         |
| 5 | António Veloso     | Benfica | 1980–1995           | 24         |

## Palmarés
La siguiente tabla enumera todas las competiciones oficiales, nacionales e internacionales, y el número respectivo de títulos ganados por FC Porto y SL Benfica.
| Competiciones internacionales           | FC Porto | SL Benfica |
| --------------------------------------- | -------- | ---------- |
| Copa Intercontinental/Mundial de Clubes | 2        | 0          |
| Liga de Campeones de la UEFA            | 2        | 2          |
| Europa League                           | 2        | 0          |
| Supercopa de la UEFA                    | 1        | 0          |
| Copa Latina (fútbol)                    | 0        | 1          |
| Total Internacional                     | 7        | 3          |
| Competiciones nacionales                | FC Porto | SL Benfica |
| Primeira Liga                           | 30       | 38         |
| Campeonato de Portugal Extinta          | 4        | 3          |
| Taça de Portugal                        | 20       | 26         |
| Taça da Liga                            | 1        | 8          |
| Supercopa de Portugal                   | 24       | 9          |
| Total Nacional                          | 79       | 84         |
| TOTAL                                   | 86       | 87         |

## Jugadores
La siguiente lista incluye futbolistas que han jugado en ambos equipos:
- Carlos Alhinho (Porto 1976, Benfica 1976–1977 & 1978–1981)
- César Peixoto (Porto 2002–2007, Benfica 2009–2012)
- José Maria (Porto 1949–1957, Benfica 1957–1958)
- Fernando Mendes (Benfica 1989–1991 & 1992–1993, Porto 1996–1999)
- Maniche (Benfica 1995–1996 & 1999–2002, Porto 2002–2005)
- Paulo Futre (Porto 1984–1987, Benfica 1993)
- Paulo Santos (Benfica 1993–1994, Porto 2001–2005)
- Pedro Henriques (Benfica 1993–1997, Porto 1997–1998)
- Romeu Silva (Benfica 1975–1977, Porto 1979–1983)
- Serafim Pereira (Porto 1960–1963, Benfica 1963–1967)
- Nicolás Otamendi (Porto 2010-2014, Benfica  2020-act.)
- Argel (Porto 1999, Benfica 2001–2004)
- Derlei (Porto 2002–2005, Benfica 2007)
- Tomo Šokota (Benfica 2001–2005, Porto 2005–2007)
- Miklós Fehér (Porto 1998–2002, Benfica 2002–2004)
- Basarab Panduru (Benfica 1995–1998, Porto 1998–1999)
- Sergei Yuran (Benfica 1991–1994, Porto 1994–1995)
- Vasili Kulkov (Benfica 1991–1994, Porto 1994–1995)
- Ljubinko Drulović (Porto 1994–2001, Benfica 2001–2003)
- Maximiliano Pereira (Benfica 2007-2015, Porto 2015-)
- Zlatko Zahovič (Porto 1996–1999, Benfica 2001–2005)
- Cristian Rodríguez (Benfica 2007–2008, Porto 2008–2012)